# ميخائيل ناردون
ميخائيل ناردون (بالإنجليزية: Michael Nardone)‏ هو ممثل بريطاني، ولد في 3 مارس 1967 في فايف (اسكتلندا) في المملكة المتحدة.

## أعمال

### أفلام
- (2015) الطفل 44[4][5]
- (2016)  قصة من حرب النجوم[6]

## وصلات خارجية
- ميخائيل ناردون على موقع IMDb (الإنجليزية)
- ميخائيل ناردون على موقع قاعدة بيانات الفيلم (الإنجليزية)